# Walter Spiel
Walter Spiel (* 28. Dezember 1920 in Wien, Österreich; † 17. Dezember 2003 ebenda) war ein österreichischer Psychiater und Neurologe und Vertreter der Individualpsychologie. Er war Begründer der österreichischen Kinder- und Jugendneuropsychiatrie.

## Leben
Walter Spiel war der Sohn des Pädagogen Oskar Spiel. Nach dem Medizinstudium ging er 1946 als Assistenzarzt an die von Hans Hoff geleitete Wiener Universitätsklinik für Psychiatrie und Neurologie. In der vormals psychiatrisch-neurologischen Universitätsklinik wurde 1950 ein Kinderzimmer errichtet, danach eine Station und schließlich 1975 die unabhängige Universitätsklinik für Neuropsychiatrie des Kindes- und Jugendalters und Walter Spiel zum ersten Vorstand dieser Klinik ernannt, der er bis 1991 vorstand.
Walter Spiel zählte zusammen mit Erwin Ringel zu den ersten Individualpsychologen, die sich nach 1945 an der Medizinischen Fakultät der Universität Wien habilitierten und später auf Professuren berufen wurden.
1950 hielt er im Wiener Verein für Individualpsychologie seinen ersten Vortrag über „Gruppentherapie vom individualpsychologischen Standpunkt“.
Von den 1960er bis 1990er Jahren zählte er mit Erwin Ringel und Knut Baumgärtel zu jenen Mitgliedern des Österreichischen Vereins für Individualpsychologie (ÖVIP), die nach dem Tod von Ferdinand Birnbaum und Oskar Spiel in besonderem Maße dessen Entwicklung beeinflussten. Spiel war beim ÖVIP Vortragender und Seminarleiter, Lehr- und Kontrollanalytiker, Vorstandsmitglied und Vizepräsident. Er war Mitglied des Leitungsgremiums und bis 1990 Direktor des 1982 gegründeten Alfred-Adler-Instituts.
Er war maßgebend an der Entwicklung des Fachs „Neuropsychiatrie des Kindes- und Jugendalters“ beteiligt und hatte von 1975 bis 1991 die erste Professur in diesem Fach an der Universität Wien inne.
1950 wurde er von Hans Hoff beauftragt, Kontakte mit kinderpsychiatrisch interessierten Kollegen in Europa aufzunehmen. Daraus bildete sich der Forscherkreis der Union der Europäischen Pädopsychiater.
Von 1975 bis 1979 war er Präsident der Europäischen Vereinigung der Kinderpsychiater. Seit 1961 war er im Vorstand des „Internationalen Vereins für Individualpsychologie“ (International Association of Individual Psychology, IAIP) und von 1982 bis 1990 dessen Präsident.
Nach der Emeritierung blieb Walter Spiel noch Jahre aktiv. Er wurde mehrfach im In- und Ausland für seine Verdienste ausgezeichnet.

## Werk
Walter Spiel galt als humanistisch gebildeter Arzt, Lehrer und wissenschaftlicher Initiator von neuen Forschungsfeldern. Sein Werk umfasst über 400 wissenschaftliche Publikationen, die den gesamten Bereich von der Kinderneurologie über die klassische Kinderpsychiatrie, die Psychotherapien des Kindes- und Jugendalters, die Forensik und die Sozialpsychiatrie umspannten. Er setzte sich für die Verbreitung der Tiefenpsychologie im Allgemeinen und der Individualpsychologie im Besonderen ein. Seine Lehrveranstaltungen und Seminare in und außerhalb Wiens waren gut besucht. An seiner Klinik arbeiteten viele Personen mit individualpsychologischer Psychotherapieausbildung, die auch Studierende unterrichteten und wissenschaftlich publizierten. Studierende der Medizin, Psychologie und Pädagogik erhielten die Möglichkeit, an seiner Klinik Langzeitpraktika zu absolvieren, und begannen nach Beendigung ihres Studiums öfters mit einer individualpsychologischen Psychotherapieausbildung.
Als Universitätsprofessor unterstützte Walter Spiel Promotions- und Habilitationsverfahren mit tiefenpsychologischen Studien. Mit Pädagogikprofessor Marian Heitger war er an der Gründung des „Interfakultären Instituts für Sonder- und Heilpädagogik“ der Universität Wien beteiligt, das ab 1991 zum Wiedererstarken der Psychoanalytischen Pädagogik beitrug.
Er übte eine Lehrtätigkeit am Institut für Pädagogik aus. Seine psychotherapeutische Selbsterfahrung hatte er nach dem Tod von Ferdinand Birnbaum bei dem Psychoanalytiker August Aichhorn fortgesetzt. Er vertrat ein psychoanalytisches Verständnis von Individualpsychologie, ein psychodynamisches Grundverständnis von Kinder- und Jugendlichenpsychotherapie und arbeitete auch mit prominenten Psychoanalytikern zusammen.

## Auszeichnungen
- Förderungspreis der Stadt Wien 1961
- Goldenes Ehrenzeichen für Verdienste um das Land Wien 1975
- Julius Tandler-Medaille in Gold 1980
- Ehrenkreuz für Wissenschaft und Kunst Erster Klasse 1980
- Großes Silbernes Ehrenzeichen für Verdienste um die Republik Österreich 1989
- Ehrenring der Stadt Wien 1990

## Schriften (Auswahl)
- Die Therapie in der Kinder- und Jugendpsychiatrie. Thieme Verlag, Stuttgart 1967
- Mein Kind hat Schwierigkeiten beim Schreiben und Lesen. Verlag für Jugend und Volk, Wien 1968
- mit Lida Winiewicz: Elternschule für Fortgeschrittene. Verlag Zsolnay Wien, Hamburg 1974
- Phasen der kindlichen Entwicklung. Vandenhoeck und Ruprecht, Göttingen 1974
- 25 Jahre Neuropsychiatrie des Kindes- und Jugendalters in Wien. Verlag Huber Bern, Stuttgart, Wien 1977
- Kompendium der Kinder- und Jugendneuropsychiatrie. Verlag E. Reinhardt, München 1987
- Die Psychologie des 20. Jahrhunderts. Band 11 und 12. Konsequenzen für die Pädagogik. 1980
- Die Entstehungsgeschichte des Fachgebietes Kinder- und Jugendpsychiatrie und der Universitätsklinik für Neuropsychiatrie des Kindes- und Jugendalters an der Medizinischen Fakultät der Universität Wien. Wien 1994
- Dokumentation über die Geschichte und Entwicklung der Individualpsychologie. Wien 1994